# Adamson (bande dessinée)
Pour les articles homonymes, voir Adamson.

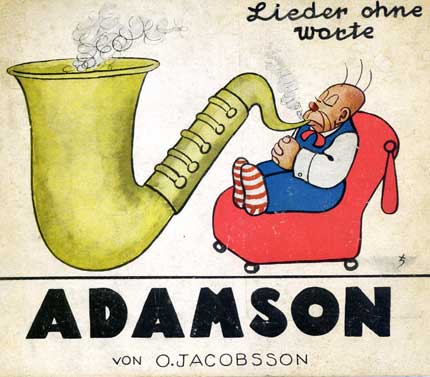
Le personnage d'Adamson dans « Lieder ohne Worte » (« Romances sans parole »), 1945.

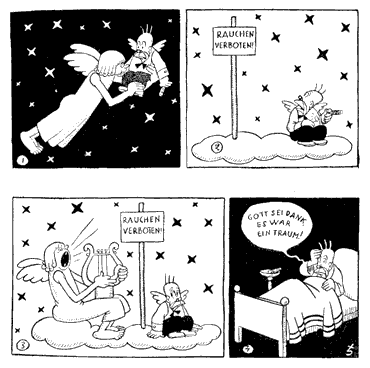
Adamson : « Rauchen verboten » (« Interdit de fumer »).

Adamson est un comic strip créé par le Suédois Oscar Jacobsson et publié à partir du 17 octobre 1920 dans l'hebdomadaire humoristique suédois Söndags-Nisse (en).
La plupart du temps muette et donc facile à traduire, cette bande dessinée a très rapidement été publiée ailleurs dans le monde, notamment dans la presse américaine sous le nom Silent Sam,. Bien que Stock en ait publié une version française dès 1929, Adamson reste peu connue dans le monde francophone. 
Au décès de Jacobson en 1945, la série a été reprise par le Danois Viggo Ludvigsen qui l'a animée jusqu'en 1964. L'année suivante, l'Académie suédoise de la bande dessinée (en) nouvellement formée a choisi de nommer ses prix annuels d'après la série.